# BM Karting
La BM motori per go kart nasce agli inizi degli anni 1960 per volontà di Camillo Bertuzzi, comproprietario della ditta Astra di Piacenza assieme ai fratelli Enzo e Roberto.
La sigla BM sta ad indicare le iniziali del padre, Bertuzzi Mario, fondatore dell'Astra.
L'iniziativa si sviluppa agli inizi degli anni 1960 per fornire a Camillo, all'epoca pilota di go kart, un motore con buone prestazioni ed esclusivo per la categoria 125 cc con cambio, limitando la costruzione in alcuni esemplari, per poi passare alla produzione dei 100 cc a presa diretta, agli inizi col piacentino Piero Cavacciuti poi sostituito dal tecnico di riferimento Pietro Trespidi dotato di buona esperienza sui motori a due tempi, mentre la parte commerciale venne affidata ad Augusto Fiordelisi già dirigente dell'Astra.
La prima sede della BM è a Quarto, una frazione di Piacenza, per poi trasferirsi nel 1970 per una più comoda logistica in via Caorsana a Piacenza, vicino all'Astra.
I modelli dei motori da kart prodotti dalla BM sono stati: inizialmente nel 1964 F 100 con canna del cilindro cromata e successivamente in ghisa, nel 1966 JB ed nel 1969 FC a corsa lunga 54 mm, nel 1973 K 96 corsa corta 48,5 mm, nel 1978 FCL lamellare (prodotto solo dalla I.A.M.E.).
I primi risultati internazionali per la BM arrivano nel 1965 con la vittoria del campionato del mondo da parte dell'italiano Guido Sala alla pista D'Oro di Roma e già vincitore del titolo nel 1964 col motore Parilla.
Nuovamente il campionato mondiale viene vinto dalla BM nel 1968 con lo svedese Thomas Nilsson, successivamente nel 1975 con il belga Francois Goldstein (già vincitore 4 volte del titolo con motore Parilla) e l'italiano Felice Rovelli (figlio di Nino Rovelli) nel 1976 e 1977.
La BM vince i campionati italiani nella massima categoria 100 cc nel 1968 con Ferdinando Beggio alla pista Happy Valley di Cervia e nel 1971 con Gabriele Gorini alla pista Azzurra di Jesolo.
La BM motori si aggiudica anche importanti gare internazionali come la 6 ore alla Pista Rossa di Milano con i piloti Gabriele Gorini e Renato Maestri e la Coppa dei campioni a Jesolo nel 1972 e 1973 sempre con Gorini.
Nel 1974 la BM comincia la produzione di telai che durerà fino al 1978.
Nel 1975 al termine della stagione la BM, sia telai che motori, viene acquistata da Nino Rovelli per passarne la produzione e lavorazione alla I.A.M.E., proprietaria di altre marche di motori da kart Parilla, Komet e Sirio già dei Rovelli: la produzione in serie dei motori BM durerà fino agli inizi degli anni 80.